# 比奇特尔公司
比奇特尔公司（英語：Bechtel Corporation，又譯比奇特尔集团、贝克特尔公司）是美国最大的建筑和工程公司，在美国私营公司中排名第五。总部在旧金山金融区。截至2012年，比奇特尔公司有379亿美元的收入和在近50个国家雇佣超過五萬三千名名员工。

## 主要建筑工程
包括:
- 胡佛水库，1936年完工[6]
- 阿拉斯加输油管道系统，1977年完工[7]
- 土耳其Bekme 水力发电水库，1991年完工[8]
- 伊拉克石化厂，1991年完工[9]
- 印度达波尔电力项目第1期， 1992年完工[10]
- 海湾战争后科威特重建工程，1993年完工[11]
- 海峡隧道，1994年完工[12]
- 香港国际机场，1998年完工[13]
- 哈萨克斯坦田吉兹油田扩建工程，1999年完工
- 阿拉巴马州安尼斯顿化学武器处理设施，2001年完工[14]
- 土耳其三个天然气发电厂，2002年完工[15]
- 俄罗斯奥焦尔斯克马亚克的裂变材料储存设施，2002年完工[16]
- 巴西阿劳卡里亚电力项目，2003年完工[17]
- 秘鲁利马豪尔赫·查韦斯国际机场扩建工程，2005年完工[18]
- 波士顿大挖掘计划，2007年完工[19]
- 克罗地亚萨格勒布和斯普利特之间的公路重建工程，2008年完工[20]
- 田纳西州Y-12核武器工厂和浓缩铀储存设施，2009年完工[21]
- 阿尔巴尼亚勒申-卡利马什公路，2010年完工[22]
- 哈马德国际机场，2011年完工[23]
- 新的马斯喀特国际机场航空站，2014年完工[24]
- 特兰西瓦尼亚高速公路，将于2016年完工[25]
- 杜勒斯火车站扩展工程，将于2016年完工[26]

## 延伸阅读
- Mead, Robert Douglas. Journeys Down the Line: Building the Trans-Alaska Pipeline, Doubleday, 1978.
- McCartney, Laton. "Friends in High Places", Ballantine Books, 1988.